# Licentie
Een licentie (van het Latijnse woord licere, toegestaan zijn) is de formele of wettelijke toestemming om iets te doen. Het woord kan ook betrekking hebben op het document waarin staat dat die toestemming is gegeven. 

## Soorten licenties
Een licentie heeft altijd betrekking op activiteiten die verboden zijn voor wie er geen specifieke toestemming voor heeft. Er bestaan licenties voor allerlei soorten activiteiten.

### Licenties van de overheid of een toezichthouder
Voorbeelden van dergelijke licenties zijn:
- een licentie om een medisch beroep uit te oefenen;
- een licentie om alcoholhoudende drank te schenken, bijvoorbeeld voor een café;
- een visvergunning om aan visserij te doen;
- een licentie om een zendfrequentie te gebruiken, bijvoorbeeld voor UMTS;
- een licentie om radio- of televisie-uitzendingen te verzorgen (omroeplicentie).

Synoniemen voor het woord 'licentie' in deze zin zijn: vergunning of concessie.

### Licenties van een sportbond
Een sportbond kan aan sporters een persoonlijke licentie toekennen. Die licentie is nodig om deel te nemen aan officiële wedstrijden. Een voorbeeld hiervan is een bokslicentie.

### Licentie van de houder van een specifiek recht
Sommige rechten kunnen worden verkregen door het aanvragen van een octrooi, registratie in een bepaald register, enzovoort. Bijbehorende licenties zijn:
- een licentie om een geoctrooieerde uitvinding te produceren of te exploiteren (zie octrooi);
- een licentie om een product (na) te maken waarvan het model door een ander gedeponeerd is;
- een licentie om een bepaald merk voor goederen of diensten te gebruiken;
- een licentie om planten van een bepaald ras te kweken (kwekersrecht).

### Licenties van de auteur van een werk
De auteur van een auteursrechtelijk beschermd werk krijgt automatisch het recht te bepalen wie openbaar mag maken of vermenigvuldigen. Het werk hoeft niet eerst geregistreerd te worden, zoals bij een octrooi. De auteur kan een licentie geven om een werk openbaar te maken, te kopiëren, te bewerken, te verhuren, uit te lenen of meer in het algemeen te exploiteren. Voorbeelden hiervan zijn:
- de softwarelicentie;
- de Creative Commons Naamsvermelding GelijkDelen licentie, die voor Wikipedia geldt;
- de rechten die de auteur van een boek of van een muziekwerk aan een uitgever verleent.

## Licentieovereenkomst
In zijn meest simpele vorm bestaat een licentie uit een verklaring van de kant van de licentiegever dat de licentienemer de omschreven activiteit mag uitvoeren. In de praktijk wordt er meestal een overeenkomst gesloten, waarin 
de licentiegever en de licentienemer - soms expliciet, soms impliciet - voorwaarden overeenkomen, waaronder de licentienemer de verkregen licentie mag exploiteren.

## Licentiaat (België)
De term 'licenties' voor de studie die men moet voltooien om het licentiaat (academische graad) te behalen is aan deze betekenis verwant. Mogelijk heeft het 'licentiaat' die naam gekregen, omdat het in vroeger tijden gold als de toestemming om aan een vervolgstudie (doctoraat) te beginnen. 